# Монтаняреале
Монтаняреа̀ле (на италиански: Montagnareale; на сицилиански: Muntagnarriali, Мунтаняриали) е село и община в Южна Италия, провинция Месина, автономен регион и остров Сицилия. Разположено е на 300 m надморска височина. Населението на общината е 1645 души (към 2011 г.).